# قضاء راوة
قضاء راوة هو قضاء بغرب محافظة الأنبار بالعراق ومركزه مدينة راوة. كان قرية ثم صار ناحية تابعة لقضاء عانة بعد ثورة 14 تموز سنة 1958، ثم صار قضاء سنة 2001.
القضاء يشمل مدن راوة والقرى القريبة التابعة لها.